# Titidius dubitatus
Titidius dubitatus is een spinnensoort uit de familie van de krabspinnen (Thomisidae).
De wetenschappelijke naam van de soort werd in 1946 gepubliceerd door Benedicto Abílio Monteiro Soares en Hélia Eller Monteiro Soares.